# Jay Baruchel
Jonathan Adam Saunders Baruchel (Ottawa, Ontario, 9 de abril de 1982) é um ator e comediante canadense. Ele interpreta Josh Greenberg na série de televisão da FXX, Man Seeking Woman,  e jogou o personagem principal na série de comédia de Judd Apatow, Undeclared. Ele apareceu em papéis secundários em sucessos de bilheteria, incluindo Million Dollar Baby, Knocked Up e Tropic Thunder, e estrelou os filmes She's Out of My League, The Trotsky, The Sorcerer's Apprentice, This Is the End, How to Train Your Dragon e sua sequência How to Train Your Dragon 2. Em junho de 2015, foi confirmado como diretor do filme Goon: Last of the Enforcers.

## Filmografia
| Filmes | Filmes                                         | Filmes                   | Filmes                                             | Filmes |
| Ano    | Título                                         | Papel                    | Notas                                              |        |
| ------ | ---------------------------------------------- | ------------------------ | -------------------------------------------------- | ------ |
| 1999   | Who Gets the House?                            | Jonathan                 |                                                    |        |
| 1999   | Running Home                                   | Garoto                   |                                                    |        |
| 2000   | Almost Famous                                  | Vic Munoz                |                                                    |        |
| 2002   | Matthew Blackheart: Monster Smasher            | Jimmy Fleming (para TV)  |                                                    |        |
| 2002   | The Rules of Attraction                        | Harryn                   |                                                    |        |
| 2003   | Nemesis Game                                   | Jeremy Curran            |                                                    |        |
| 2004   | Million Dollar Baby                            | Danger Barch             |                                                    |        |
| 2005   | Fetching Cody                                  | Art                      |                                                    |        |
| 2006   | I'm Reed Fish                                  | Reed Fish                |                                                    |        |
| 2007   | Knocked Up                                     | Jay                      |                                                    |        |
| 2007   | Just Buried                                    | Oliver Whynacht          |                                                    |        |
| 2008   | Real Time                                      | Andy Hayes               |                                                    |        |
| 2008   | Fanboys                                        | Windows                  |                                                    |        |
| 2008   | Tropic Thunder                                 | Kevin Sandusky - Hot LZ  |                                                    |        |
| 2008   | Nick and Norah's Infinite Playlist             | Tal                      |                                                    |        |
| 2009   | Night at the Museum: Battle of the Smithsonian | Sailor Joey Motorola     |                                                    |        |
| 2009   | The Trotsky                                    | Leon                     |                                                    |        |
| 2010   | She's Out of My League                         | Kirk                     |                                                    |        |
| 2010   | How to Train Your Dragon (filme de 2010)       | Soluço Haddock III (voz) |                                                    |        |
| 2010   | The Sorcerer's Apprentice                      | Dave                     |                                                    |        |
| 2010   | Good Neighbours                                |                          |                                                    |        |
| 2013   | This Is the End                                | Ele mesmo                | Também Co-Produtor                                 |        |
| 2014   | RoboCop                                        | Tom Pope                 |                                                    |        |
| 2014   | Don Peyote                                     | Bates                    |                                                    |        |
| 2014   | How to Train Your Dragon 2                     | Soluço Haddock III (voz) |                                                    |        |
| 2014   | Dawn of the Dragon Racers                      | Soluço Haddock III (voz) | Curta-Metragem                                     |        |
| 2016   | Lovesick                                       | Mark                     |                                                    |        |
| 2017   | Goon: Last of the Enforcers                    | Pat                      | Também Diretor e Roterista                         |        |
| 2019   | How to Train Your Dragon: The Hidden World     | Soluço Haddock III (voz) |                                                    |        |
| 2019   | The Kindness of Strangers                      | John                     |                                                    |        |
| 2019   | Random Acts of Violence                        | Ezra                     | Também Diretor, Roterista e Produtor. Pós-Produção |        |

| Televisão | Televisão                   | Televisão                       | Televisão    |
| Ano       | Título                      | Papel                           | Notas        |
| --------- | --------------------------- | ------------------------------- | ------------ |
| 1995      | Are You Afraid of the Dark? | Joe                             | 1 episódio   |
| 1996      | My Hometown                 | Thomas Thompson                 | 3 episódios  |
| 1997-1998 | Popular Mechanics for Kids  | ele mesmo                       |              |
| 1998      | The Worst Witch             | Bean Pole                       | 1 episódio   |
| 1999-2000 | Are You Afraid of the Dark? | Alex / Jason Midas / Ross Doyle | 3 episódios  |
| 2001-2003 | Undeclared                  | Steven Karp                     | 17 episódios |
| 2004      | The Stones                  | Winston Stone                   | 6 episódios  |
| 2005-2006 | Just Legal                  | Skip Ross                       | 8 episódios  |
| 2006-2007 | Numb3rs                     | Oswald Kittner                  | 2 episódios  |

## Prêmios e indicações
| Prêmios | Prêmios   | Prêmios                   | Prêmios     | Prêmios       |
| Ano     | Resultado | Premiação                 | Categoria   | Título        |
| ------- | --------- | ------------------------- | ----------- | ------------- |
| 2007    | Venceu    | U.S. Comedy Arts Festival | Melhor Ator | I'm Reed Fish |